# Tina Yuzuki
Tina Yuzuki (柚木ティナ Yuzuki Tina; Tokyo, 29 ottobre 1986) è un'attrice, attrice pornografica e AV idol giapponese anche conosciuta con lo pseudonimo di Rio.

## Biografia
Tina Yuzuki è figlia di padre giapponese e madre portoghese. Oltre alla lingua giapponese parla anche il portoghese imparato da sua madre.
Nel 2008, il film di cui è protagonista, Risky Mosaic Rio (ギリギリモザイク Rio?), ottiene la seconda posizione nella categoria Best Title dei Moodyz Awards. Nel 2009 il film Double Risky Mosaic, Rio & Yuma (Wギリモザ Rioとゆま?), in cui ha partecipato in coppia con Yuma Asami, ha vinto cinque premi agli AV Grand Prix: GrandPrix Highest Award, DVD Sales Award, Sell Shop Award, Best Package Design e Best Featured Actress Video.
Oltre alla carriera di AV idol ha anche partecipato in alcuni film non pornografici. Nel 2009 ha recitato in Stop the Bitch Campaign (援助交際撲滅運動?, Enjo-kôsai bokumetsu undô) e in Kosupure tantei (コスプレ探偵?). Nello stesso anno ha anche partecipato alla miniserie in quattro episodi intitolata Korean Classroom insieme a Sora Aoi e Mihiro.

## Riconoscimenti
- 2006 AV Grand Prix – Best New Actress[8]
- 2008 Moodyz Awards – Best Actress Award (3º posto)[3]
- 2008 Sky PerfectTV! Adult Broadcasting Awards - Best Actress[9]

## Filmografia parziale

### Cinema
- Stop the Bitch Campaign (援助交際撲滅運動?, Enjo-kôsai bokumetsu undô), regia di Kôsuke Suzuki (2009)[5]
- Kosupure tantei (コスプレ探偵?), regia di Masaaki Jindo (2009)[6]
- ハードライフ ～紫の青春・恋と喧嘩と特攻服～, regia di Shinji Seki Akira (2011)[10]
- Hard Life (ハードライフ ～紫の青春・恋と喧嘩と特攻服～ Hādo raifu: Murasaki no seishun koi to kenka to tokkōfuku) (2011)

### Televisione
- Korean Classroom – serie TV, 2 episodi (2009)[7]
- Unubore Deka (うぬぼれ刑事（でか）?) – serie TV, episodio 2x01 (2010)[11]
- 業界LOVESTORY ～だからテレビはおもしろい～ – serie TV (2011)[11]